# 薩默斯 (紐約州)
薩默斯（英語：Somers）是一個位於美國紐約州西徹斯特縣的鎮。

## 人口
根據2020年美國人口普查的數據，薩默斯的面積為83.29平方千米，當中陸地面積為76.77平方千米，而水域面積為6.52平方千米。當地共有人口21541人，而人口密度為每平方千米259人。